# Вильсдорф, Ганс
Ганс Вильсдорф (нем. Hans Wilsdorf) (22 марта 1881, Кульмбах, Германия — 6 июля 1960, Женева, Швейцария) — немецкий предприниматель, основатель компании Rolex. Бренд Rolex на 2014 год является самым дорогим среди брендов швейцарских часов.

## Ранние годы
Родился в Германии в городе Кульмбах, в 12 лет остался сиротой. Работал на швейцарской часовой мануфактуре в Ла-Шо-де-Фон.

## Деятельность в Англии
В 1905 году, в возрасте 24 лет Ганс переехал в Лондон и основал собственную дилерскую компанию по продаже часов Wilsdorf & Davis, сконцентрировав внимание на наручных часах. В то время наручные часы считались неточными и ненадёжными, но Вильсдорф наблюдая за тенденциями моды, заметил, что важная часть мужского гардероба — жилетка, постепенно выходит из употребления. В связи с этим он сделал вывод, что карманные часы, которые носились в карманах жилетки тоже скоро выйдут из употребления, а им на смену придут наручные часы. Чтобы изменить мнение людей о низком качестве наручных часов, он использует в своих часах качественные швейцарские часовые механизмы, произведенные в Бьене. Кроме того, они были меньше, чем механизмы, использовавшиеся в карманных часах на 10 мм, их диаметр составлял всего 25 мм.
В 1908 году он создал бренд Rolex, под которым продавал свои часы. Название «Rolex», по утверждению самого Ганса Вильсдорфа, это просто красивое сочетание букв и было выбрано потому, что оно легко произносится на различных языках, а также оно было достаточно коротким, чтобы уместиться на лицевой стороне часов.
Во время Первой мировой войны он уехал из Англии в Швейцарию из-за повышения налоговых сборов, взимаемых в военное время с импорта предметов роскоши.

## Переезд в Швейцарию
В 1919 году Вильсдорф решает перенести свой бизнес в Швейцарию, и в 1920 году его компания Montres Rolex S.A. официально регистрируется в Женеве.
Во время Второй мировой войны пилоты королевских ВВС Великобритании предпочитали покупать часы «Rolex» вместо более худших часов, которые им выдавали. Однако, когда они попадали в плен и перемещались в лагеря для военнопленных, их часы конфисковывались. Когда Вильсдорф услышал об этом, он предложил возместить все часы, которые были конфискованы, если офицеры напишут в Rolex и объяснят обстоятельства своего пленения и потери часов.
После смерти своей жены Флоренс Френсис Мэй Кротти в 1944 году он основал Фонд Ганса Вильсдорфа, которому завещал все свои акции в «Rolex», убедившись таким образом, что доходы компании пойдут на благотворительность.
В 1946 году Вильсдорф основал в дополнение к Rolex еще один качественный, но не такой дорогой часовой бренд Tudor.

## Смерть
Ганс Вильсдорф умер в Женеве 6 июля 1960 года.

## Наследие
В Женеве, недалеко от штаб-квартиры Rolex, одна из улиц была названа в честь Ганса Вильсдорфа.
30 августа 2012 года торжественно был открыт мост «Ганс Вильсдорф» через реку Арв, мост был построен вместо устаревшего моста и финансировался Фондом Ганса Вильсдорфа.
Галерея изображений